# Grotte des Ours (Arcy-sur-Cure)
La grotte des Ours est l'une des cavités du site des grottes d'Arcy-sur-Cure dans le département français de l'Yonne, en Bourgogne-Franche-Comté (anciennement en région Bourgogne).
Elle est inscrite comme monument historique.

## Situation
Les grottes d'Arcy-sur-Cure sont à environ 180 kilomètres au sud-est de Paris à vol d'oiseau, dans le sud du département de l'Yonne entre Auxerre et Avallon, à 1,3 km au sud d'Arcy-sur-Cure (2 km par la route) et à moins de 10 km au nord du parc naturel régional du Morvan. Elles se trouvent dans le dernier grand méandre que fait la Cure juste après que cette rivière sorte du massif du Morvan. À cet endroit, la Cure est à environ 122 m d'altitude.
La grotte des Ours se trouve à environ 250 m en amont de la Grande grotte, entre la grotte du Renne en amont et la grotte du Trilobite en aval, à environ 15 m linéaires de la rivière.

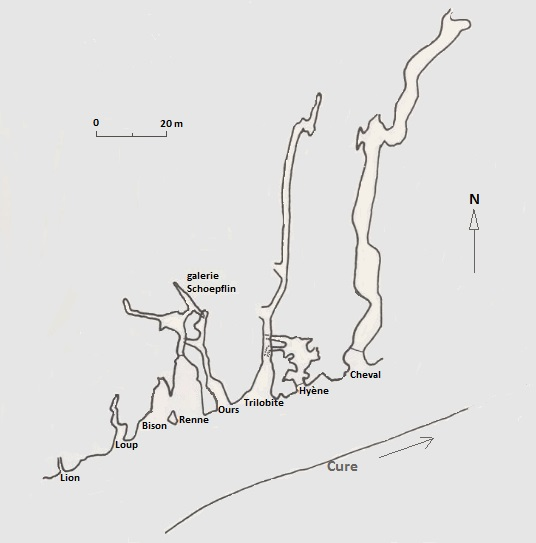
Huit grottes groupées sur environ 70 m, d'amont en aval (O-E) : Lion, Loup, Bison, Renne, Ours, Trilobite, Hyène, Cheval.

## Description
Son entrée est en-dessous de 130 m d'altitude et donc à moins de 10 m au-dessus du niveau actuel de la Cure. Son développement est de 31 m, pratiquement sans dénivelé. Un simple pan de muraille la sépare de la grotte du Trilobite côté est (à droite en entrant).

## Géologie
La Cure a creusé la majeure partie des grottes d'Arcy à moins de 10 m de hauteur par rapport au lit actuel de la rivière, ce qui place ces grottes à la limite entre l'Argovien (mélange de calcaire oolithique et de chailles) et le Rauracien (calcaire à grosses oncolithes), tous deux des subdivisions de l'Oxfordien (-163,5 ±1.0 à -157,3 ±1.0 Ma) lui-même premier étage stratigraphique du Jurassique supérieur.
Les différents substrats jouent sur la configuration et la structure des grottes. Dans leurs parties nord, les marnes plus dures engendrent des profils tourmentés et les porches qui se trouvent dans cette roche sont restés à peu près intacts (par exemple les grottes des Fées et des Ours). Dans leurs parties sud, les calcaires plus tendres donnent des galeries plutôt régulières et lisses et les porches ont tendance à s'effondrer, avec des éboulements qui les obstruent entièrement. Ainsi des grottes du Bison et du Renne dont les porches sont situés en limite des faciès coralliens et marneux du Rauracien.
Durant l'Holocène les porches de nombreuses grottes et peut-être de toutes les grottes, ont été scellés par un effondrement important.

## Historique des fouilles
Les premières fouilles archéologiques sont celles du Dr Ficatier en 1886, puis de l'abbé Parat en 1894.

## Aspects remarquables de la grotte

### Découverte du Châtelperronien
L'abbé Parat y découvre en 1894 cette industrie inhabituelle pour l'époque, intermédiaire entre le Moustérien et le Magdalénien. Henri Breuil, qui étudie cette étrange industrie de la grotte de l'Ours au début du XXe siècle, la nomme Châtelperronien et la définit comme la première culture du Paléolithique supérieur.

### Antilope Saiga
La saïga, seule antilope du continent eurasiatique, est présente jusqu'en Angleterre mais rare passé le nord des Poitou-Charentes ; elle est exceptionnelle à Arcy (et Saint-Moré),.

## Protection
Elle est l'une des seize cavités, grottes et galerie du site d'Arcy conjointement inscrites comme Monument historique en 1992.